# Siostra Ena
Siostra Ena, właśc. Stanisława Paciorek CSIC, imię zak. Maria Ena od Najświętszego Sakramentu (ur. 21 października 1917 w Szymanowie, zm. 19 września 2006 w Jarosławiu) – polska niepokalanka, katechetka, autorka książek o tematyce religijno-pielgrzymkowej i niepokalańskiej.

## Życiorys
Urodziła się w wielodzietnej rodzinie 21 października 1917 roku w Szymanowie koło Sochaczewa. Jej siostrą była dr Lucyna Brzywczy (1927–2014), warszawska lekarka.
Wstąpiła do zakonu 10 marca 1936 roku mając 19 lat i przyjmując imię Maria Ena od Najświętszego Sakramentu. 29 maja 1939 w Szymanowie złożyła śluby wieczyste.
W czasie okupacji uczyła na tajnych kompletach w Warszawie oraz pomagała w ratowaniu żydowskich dzieci, za co w roku 1999 otrzymała odznaczenie MEN.
Przez całe życie pracowała z dziećmi i młodzieżą – po II wojnie światowej prowadziła Dom Dziecka w Kościerzynie. Prowadziła także internat w Nowym Sączu dla dziewczynek uczących się w tutejszej szkole prowadzonej przez niepokalanki w Białym Klasztorze, co później opisała w książce Był taki dom, były takie dzieci. W Nowym Sączu była mistrzynią szkoły. Była także nauczycielką w szkole klasztornej w Szymanowie oraz katechetką w Szczecinku i w latach 1988–1992 w przedszkolu wojskowym w Jarosławiu.
Odbyła pielgrzymki do Ziemi Świętej i Rzymu, co opisała. Jej wychowanką jest aktorka Małgorzata Potocka.
Od 1985 roku aż do swojej śmierci mieszkała i tworzyła w klasztorze Niepokalanek w Jarosławiu. Plac przed bramą klasztorną i klasztorem Niepokalanek oraz ogród i park przy klasztorze nosi imię siostry Eny.
Zmarła nad ranem 19 września 2006 roku w szpitalu w Jarosławiu. Została pochowana 21 września 2006 w katakumbach w klasztorze Niepokalanek w Jarosławiu.

## Publikacje
- Był taki dom, były takie dzieci – książka opisująca życie w szkole Niepokalanek w Nowym Sączu
- Z kart historii – książka, która opisuje historię klasztoru Niepokalanek w Jarosławiu wydana z okazji jubileuszu 125-lecia klasztoru
- Gdzie miłość dojrzewała do bohaterstwa – siostra Ena poświęciła tę książkę i opisała w niej siostrę Wandę Garczyńską, która ratowała Żydów podczas II wojny światowej
- Czy Bóg tędy przechodził? – książka, w której siostra Ena opisuje swoją pielgrzymkę do Ziemi Świętej
- Moje pierwsze spotkanie z Rzymem – książka opisująca pielgrzymkę do Rzymu
- Kościerzyna 1946–1951